# Jalcomulco
Jalcomulco es una localidad del estado mexicano de Veracruz. Es cabecera del municipio de Jalcomulco.

## Toponimia
Su nombre viene del náhuatl “Xalkomolko”, “xalli” significa arena y “komol” es olla o agujero; mientras que “ko” significa en. Por lo tanto, su nombre significaría “En el rincón de la arena”.

## Demografía
| Censo | Población |
| ----- | --------- |
| 1900  | 661       |
| 1910  | 744       |
| 1921  | 799       |
| 1930  | 879       |
| 1940  | 1112      |
| 1950  | 1119      |
| 1960  | 1384      |
| 1970  | 1551      |
| 1980  | 2262      |
| 1990  | 2325      |
| 1995  | 2474      |
| 2000  | 2405      |
| 2005  | 2636      |
| 2010  | 2955      |
| 2020  | 3150      |